# コーンチップ

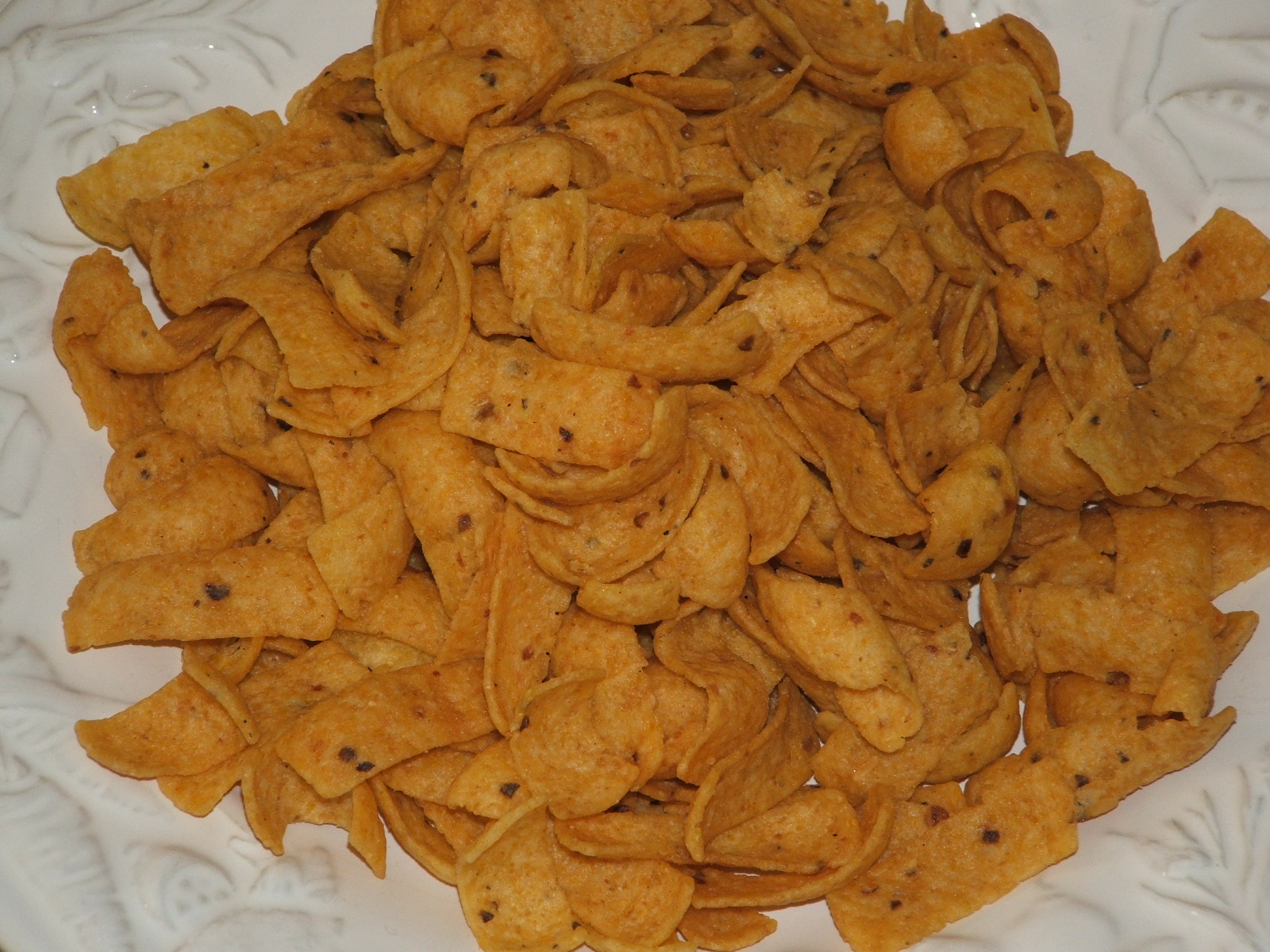
コーンチップス

コーンチップ（英語: Corn chip）あるいはコーンチップス（英語: Corn chips）はコーンミールを油で揚げるかオーブンで焼いたスナック菓子であり、通常は小さな麺の形か、小型のお玉ですくったような形をしている。コーンチップスは厚く、堅くて非常にバリバリした食品である。ローストしたトウモロコシの強い香りと風味があり、しばしばきつめに塩をまぶして食す。
アメリカ合衆国ではフリートスが最古かつ最も広く知られているコーンチップスのブランドである。現在はフリトレーがフリートスを販売している。
コーンチップスとトルティーヤチップスはともにトウモロコシから作られるが、トルティーヤチップスのトウモロコシはニシュタマリゼーションの過程を経ており、味も香りも穏やかで歯触りに堅さが少ない。トルティーヤチップスはコーンチップスより大きく、薄く、より塩味が薄い傾向もある。
コーンチップスは通常、そのまま食べるかディップにして食べる。手作りあるいは販売向けのパーティスナックとしては定番である。アメリカ合衆国南西部では、コーンチップスとチリコンカーンで作るフリートパイが人気料理である。
チリをコーンチップスの袋に入れてそこで混ぜ、直接食べるやり方がよく行われている地域もある。